# Пепе Реина
Хосе Мануел Реина Паез (шп. José Manuel Reina Páez; Мадрид, 31. август 1982) је шпански фудбалер који игра на позицији голмана и тренутно наступа за Виљареал.
Прошао је све млађе категорије Барселоне, и на Енфлид га је довео тадашњи тренер Рафа Бенитез. Његова прва сезона у Ливерпулу се завршила са трофејом ФА купа у финалу против Вест Хема на ком је одбранио три од четири пенала Вест Хема. Године 2007 освојио је златне рукавице по трећи пут у Премијер Лиги за највише утакмица без примљеног гола. За Ливерпул је бранио на 394 утакмице. Прешао је на позајмицу у Наполи 2013. године где је одиграо 43 утакмице и освојио Италијански куп, а по завршетку сезоне враћа се у Ливерпул са којим је ишао на летњу турнеју после које прелази у немачки Бајерн из Минхена.

## Клупска каријера
Пепе је син Мигуела Реине, голмана који је током своје каријере бранио за Барселону и Атлетико Мадрид. Почео је да брани у млађим категоријама Барселоне а потом је наступао и за Барселону Б. У први тим је прекомандован 2000. када му је било 18 година на захтев тадашњег тренера Сере Ферера. На голу је заменио Ришара Дутруела и Франсеска Арнауа, који су одсуствовали због повреде. Након смене тренера изгубио је место у првом тиму, па је 2002. прешао у Виљареал. За тај клуб је бранио на 109 утакмица.
На захтев тренера Ливерпула, Рафе Бенитеза јула 2005. је прешао у тај клуб. Дебитовао је у утакмици квалификација за Лигу шампиона против ТНС-а. Одмах се изборио за место у првом тиму. Већ у првој сезони у новом клубу је освојио ФА Куп. У финалу су победили Вест Хем јунајтед након бољег извођења једанаестераца, а Реина је тада одбранио три од четири пенала Вест Хема.
У сезони 2006/07. Ливерпул је стигао до финала Лиге шампиона у којем су поражени од Милана (0-2). Реина је у своје прве три сезоне у Премијер лиги освајао Златну рукавицу намењену голману који је на највише утакмица у лиги остао несавладан.

## Репрезентативна каријера
Реина је играо у свим млађим селекцијама шпанске репрезентације. ОСвојио је са селекцијом Шпаније до 16 година Европско првенство 1999. За сениорску репрезентацију Шпаније је дебитовао 17. августа 2005. у Хихону, на пријатељској утакмици са репрезентацијом Уругваја.
Током своје репрезентативне каријере био је резерва Икеру Касиљасу. Учествовао је на Светском првенству 2006. Био је у саставу репрезентације која је освојила Европско првенство 2008. али је одиграо само једну утакмицу, против Грчке (2-1). Освојио је и Светско првенство 2010. али на том првенству није забележио ни један наступ.
Са Икером Касиљасом је октобра 2008. оборио рекорд по броју минута без примљеног гола за репрезентацију. Претходни рекорд су држали Андони Зубизарета и Франсиско Бујо. Касиљас и Реина нису примили гол пуних 710 минута, а тај њихов низ је прекинуо репрезентативац Белгије Весли Сонк.

## Трофеји и признања
Виљареал
- Интертото куп (2) : 2003 и 2004.

Ливерпул
- УЕФА суперкуп (1) : 2005.
- ФА куп (1) : 2006.
- Лига куп (1) : 2012.
- ФА Комјунити шилд (1) : 2006.
- УЕФА Лига шампиона : финале 2007.

Наполи
- Куп Италије (1) : 2014.

Бајерн Минхен
- Првенство Немачке (1) : 2015.
- Телеком куп Немачке (1) : 2014.

Шпанија
- Европско првенство У16 (1) : 1999.
- Европско првенство (2) : 2008, 2012.
- Светско првенство (1) : 2010.

Појединачни
- Златна рукавица Премијер лиге (3) :  2005/06, 2006/07, 2007/08.
- Најбољи играч сезоне у Ливерпулу: 2009/10.

Државна признања
- Златна медаља — Краљевски орден за спортске заслуге у Шпанији: 2011.[3]